# 클라우디아 모리
클라우디아 모리(Claudia Mori, 1944년 4월 12일 ~ )는 이탈리아의 배우, 가수이다.

## 출연 작품
- 조안 루이 (1985)
- 혈선 (1979)
- 파이스 비트 아반트 큐 마 팜므 리비엔! (1975)
- 로맨스와 칼 (1971)
- 소돔과 고모라 (1962)
- 로코와 그의 형제들 (1960)